# Scleria reticularis
Scleria reticularis är en halvgräsart som beskrevs av André Michaux. Scleria reticularis ingår i släktet Scleria och familjen halvgräs. Inga underarter finns listade i Catalogue of Life.